# Myscelia hypatia
Myscelia hypatia is een vlinder uit de familie Nymphalidae. De wetenschappelijke naam van de soort is voor het eerst geldig gepubliceerd in 1900 door Strecker.